# Pachnepteryx ventralis
Pachnepteryx ventralis är en kackerlacksart som först beskrevs av Walker, F. 1868.  Pachnepteryx ventralis ingår i släktet Pachnepteryx och familjen småkackerlackor.
Artens utbredningsområde är Filippinerna. Inga underarter finns listade i Catalogue of Life.